# Rajmond Berengar III.
Ramón Berenguer III. (Rodez, 11. november 1082 - Barcelona, 19.julij 1131), imenovan tudi Veliki (El Grande), je bil srednjeveški plemič, ki je postal barcelonski grof, potem ko je nasledil svojega očeta Ramóna Berenguerja II.

## Mladost
Po obdobju sovladanja s stricem Berenguerjem Ramonom II., imenovanim tudi Bratomorec (El Fratricida), ki je odšel v Prvo križarsko vojno, med katero je tudi umrl leta 1099, je Ramón Berenguer prevzel grofijo, čeprav mu je med vladanjem moral svetovati plemiški svet, ki je bil ustanovljen že med obdobjem stričevega vladanja.
To skupino baronov so med drugimi vodili tudi Guerau Alemany de Cervelló, Guillem Ramon de Moncada in Ponce Giraldo de Cabrera. Ena od temeljnih politik tega obdobja je bil projekt osvajanja Tortose, z namenom zagotovitve metropolitanskega sedeža v Tarragoni. Glede na grofovo mladost in neizkušenost, so baroni zaupali vodenje kampanje grofu Artau II. de Palars Sobirá. Čeprav se zdi, da je bila Tortosa oblegana  že leta 1095, je ni bilo mogoče osvojiti. Zaradi tega je mladi Ramón Berenguer vodil napad na Oropeso leta 1098, da bi pomagal upornim muslimanom proti vladi Cida Campeadorja. Toda obleganje je bilo umaknjeno, verjetno zaradi dogovora sklenjenega med grofom in Cidom, ki je najverjetneje vključeval zaroko med Ramonom Berenguerjem in Marío, eno izmed hčera kastiljskega bojevnika.

## Prva osvojitev Majorke
Da bi odpravil piratstvo na obalah italijanskega polotoka in Sardinije, je papež Pashal II. pooblastil nadškofa Pedra iz Pise, da organizira križarsko vojno proti muslimanom na Majorki. Prvotni floti, sestavljeni iz ladij iz Pise, Firenc, Lucce, Rima, Siene in drugih mest, je bila dodana flota, ki jo je vodil grof Ramón Berenguer iz Barcelone, ki je bil takrat že vladar tudi v Provansi. Odprava je odplula iz barcelonskega pristanišča konec junija leta 1114.
Flota se je najprej izkrcala na otoku Ibiza in po tridesetdnevnem obleganju, 11. avgusta istega leta osvojila njeno glavno mesto. Osvajalci so nadaljevali svojo pot proti Majorki, po tem ko so uničili otoške utrdbe in osvobodili krščanske zapornike, ki so bili tam ujeti.
Po izkrcanju na Majorki, 24. avgusta, je krščanska vojska z zmago nad prvim napadom muslimanskih čet postavila zasedo v mestu Palma. Obleganje je trajalo celo zimo in povzročilo veliko žrtev tako med obleganimi kot med osvajalci. Na koncu je bilo mesto le osvojeno med 22. februarjem in 3. aprilom leta 1115.
Vendar niti Ramón Berenguer niti njegovi zavezniki iz Pise niso razmišljali da bi se utrdili na osvojenem ozemlju. Čeprav so bile tako kataloncem kot pisanom priznane pravice do posesti in privilegijev na otoku, ta ni bil znova poseljen s kristjani, zato se je moral Ramón Berenguer kmalu vrniti na polotok, da bi Barcelono branil pred napadi Almoravidov. Nazadnje je Almoravidska flota ponovno osvojila Majorko ob koncu istega leta ali v začetku leta 1116, ko so kristjani otok že evakuirali.
V Pisanskem dokumentu, imenovanem Liber maiolichinus, je ohranjena pripoved o osvajanju Majorke iz leta 1115, v katerem je Ramón Berenguer III. imenovan z nazivi Dux Catalensis ali Catalanensis catalanicus heros, njegovi podložniki pa Christicolas Catalanensis, zato velja ta dokument za najstarejšo omembo Katalonije, ki je identificirana z oblastjo barcelonskega grofa.

## Priključitev grofij Besalú in Cerdañe
Ramón Berenguer III je sledil politiki zakonskih zvez in zavezništev, da bi tako nadzoroval manjše sosednje grofije. Okrožje Besalú, s svojimi priključenimi mesti Ripolla, Vallespira in Fenolleda, je ohranilo negotovo neodvisnost pod vlado dinastične podružnice Barcelonske hiše od časa Bernarda Tallaferra, pravnuka Wifreda el Vellosa. Leta 1107 je Ramón Berenguer poročil svojo hčerko Jimeno, ki je bila še vedno mala deklica, z grofom Bernardom III, ki je bil takrat star že več kot 50 let in ki ni imel nikakršnega zanimanja za vladanje in upravljanje svojih posestev, zato je to nalogo preložil na strica tudi imenovanega Bernard. Očitno je bil namen te povezave nič drugega kot podpreti prenos Besalúja k Barcelonskemu grofu, mnogo mlajšemu in sposobnejšemu vladarju. Ista zakonska pogodba je že določala, da bo Ramón Berenguer III podedoval oblasti Bernarda III v primeru smrti brez potomcev, kot se je to dejansko zgodilo štiri leta kasneje, leta 1111, tako da so bile na ta dan Besalú in vse njene podružnice priključene v barcelonsko grofijo. To dejstvo je tudi vrnilo Barceloni nadzor nad samostanom Santa María de Ripoll, tradicionalnim mestom pokopa grofov iz Barcelonske hiše.
V primeru grofije Cerdaña (ki je vključevala okraje Berga in Conflent, skupaj z drugimi pirenejskimi ozemlji) je grof Bernardo Guillermo umrl brez potomcev leta 1117, Ramón Berenguer III pa je podedoval grofijo iz neznanih razlogov, bodisi z oporoko ali zaradi bližine sorodstva, ker je bil barcelonski grof prvi bratranec Bernarda Guillerma, sina Sanche, sestre Ramóna Berenguerja II. Samo Guillermo de Salsa, vnuk grofovega brata Guillerma Ramóna de Cerdaña (1068-1095), je nasprotoval temu posredovanju. Guillermo de Salsa je uveljavljal svoje pravice v grofiji in tako povzročil spor, ki ni bil rešen do leta 1134, že v času, ko je vladal Ramón Berenguer IV. Pridružitev grofije Cerdaña je povzročila tudi da so območja barcelonske grofije mejile z grofijo Foix, zato se je Ramón Berenguer odločil da svojo hčerko Jimeno znova poroči, tokrat z Rogerjem, dedičem omenjene grofije.

## Ponovna poselitev Tarragone
Tarragona in njeno okoliško podeželje sta bila dolga leta meja med kristjani in muslimani, zato se je na tem območju začelo množično odseljevanje dokler ni ostalo popolnoma zapuščeno. Ramón Berenguer III se je odločil za ponovno ustanovitev metropolitanskega sedeža v Tarragoni (kar je teoretično že dosegel njegov stric Berenguer Ramón II v času papeža Urbana II), in se tako osvobodil svoje odvisnosti od Narbonske nadškofije. Da bi to uresničil je ponovno naselil ozemlje in na glavni sedež mesta postavil dotedanjega škofa Barcelone, Olegaria. Ta, zavedajoč se slabosti svojega položaja v primeru napada almorávidov iz Tortose, je ustanovil vojaško kneževino, ki jo je vodil normanski bojevnik Robert Bordet. Feud, ki ga je škof Olegario podelil Bordetu se je raztezal do Montroiga in vznožja Balaguerja toda med vlado Ramona Berenguerja ponovna naselitev ni prišla onkraj taragonskega mesta.

## Poroke in potomstvo
V prvem zakonu se je Ramón Berenguer III poročil z Marijo Rodriguez, hčerjo Cida Campeadorja in z njo imel hčer Jimeno Osonsko. Drugi zakon, ki ga je sklenil z Dulce iz Provanse mu je zagotovil pravice za upravljanje provansalske grofije leta 1113. Iz njunega zakona so se rodili Berenguela Barcelonska (1108), ki je kasneje postala žena kralja Alfonsa IV. iz Leona, ter dvojčka Ramón Berenguer IV in Berenguer Ramón I Provansalski (1114)

## Poslednje želje
V juliju 1131, ko je že bil na smrtni postelji, je zaprosil za sprejem v templjarski red,  čeprav red še ni bil uradno vzpostavljen, s čimer je postal prvi vladar Iberskega polotoka, ki je vstopil v omenjeno skupnost. Sprejel ga je vitez Hugo de Rigaud, ki je bil prisoten izrecno v ta namen. V svoji oporoki je redu zapustil svojega konja, ki se je imenoval Danc, svoje osebno orožje in grad v Grañeni. V skladu z Gesto comitum barcinonensium je prosil, da ga odpeljejo v bolnišnico revnih v Barceloni, kjer je umrl 19. julija istega leta. Z izraženo željo je bil pokopan z belo navado templja v samostanu Santa María de Ripoll. Njegov sin Ramón Berenguer IV je podedoval barcelonsko grofijo leta 1131, Berenguer Ramón, Provansalsko grofijo, in njegova hči Jimena, ki je že bila vdova Bernarda III iz Besalúja, se je poročila z Rogerjem III de Foixom.
Na trgu Barcelone, ki nosi njegovo ime, na Via Laietani je njegov konjeniški kip, delo kiparja Josepa Llimone.

## Plemiški nazivi
- Grof Barcelone in Gerone (1097-1131)
- Grof Osone (1097-1107 in 1111-1131)
- Grof Provanse (1113-1131)
- Grof Cerdañe (1118-1131)

| Predhodnik: Ramón Berenguer II | Grof Barcelone 1082-1131         | Naslednik: Ramón Berenguer IV             |
| ------------------------------ | -------------------------------- | ----------------------------------------- |
| Predhodnik: Ramón Berenguer II | Grof Osone 1097-1107 y 1111-1131 | Naslednik: Jimena Osonska                 |
| Predhodnik: Bernardo I         | Grof Cerdañe 1118-1131           | Naslednik: Ramón Berenguer IV             |
| Predhodnik: Dulce I            | Grof Provanse 1113-1131          | Naslednik: Berenguer Ramón I Provensalski |
| Predhodnik: Ramón Berenguer II | Grof Carcasone 1107- ?           | Naslednik: Ramón Trencavel                |